# Michel Deutsch

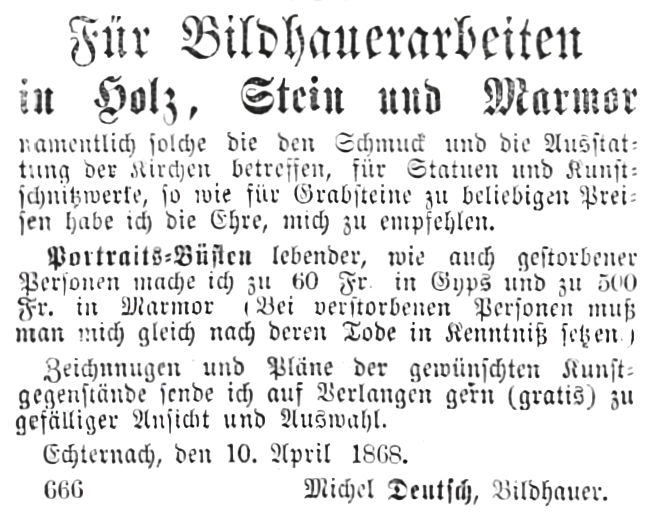
Advertentie van Deutsch (1868) in de Luxemburger Wort

Michel Deutsch (Vianden, 21 februari 1837 – Esch-sur-Alzette, 12 mei 1905) was een Luxemburgs beeldhouwer.

## Leven en werk
Michel Deutsch was een zoon van timmerman Bernard Deutsch en Elisabeth Liwa. Hij trok naar München, waar hij werkte op het atelier van beeldhouwer Anselm Sickinger. In Straatsburg maakt hij ruim een half jaar gotische ornamenten voor de Toussaint-kapel. Terug in Duitsland werd hij met een kopie van de 'Zittende Mercurius' toegelaten tot de kunstacademie van München. In deze tijd maak hij onder meer een beeld van Jan de Blinde. Dankzij een beurs werd hij in staat gesteld een studiereis naar Florence te maken. Na een tijd in Frankrijk keerde hij weer terug naar Luxemburg, waar hij werk maakte voor diverse kerken, waaronder de Sint-Willibrordusbasiliek in Echternach. Hij probeerde voet aan de grond te krijgen in België, maar leed verlies door te dranklustige arbeiders.
In 1894 vestigde hij zich in Verenigde Staten. Hij maakte er onder meer apostelbeelden voor de St Anthony Of Padua Catholic Church en een grafmonument voor de uit Luxemburg afkomstige Nicholas Gonner sr. (1835-1892), uitgever van de Luxemburger Gazette.  In 1895 keerde hij terug naar Luxemburg. Hij vestigde zich in DieKirch. In 1904 verhuisde hij naar Limpertsberg en kort daarop naar Esch. Hij overleed er op 68-jarige leeftijd. In Senningerberg werd een straat naar hem vernoemd.

## Enkele werken
- 1883 beeld van Johannes Bertelius op de brug bij Echternach. Het beeld werd in de Tweede Wereldoorlog vernield. Sinds 1966 staat er een Berteliusbeeld van Charles Kohl.
- profiel van Willibrordus met zijn wapen op de galerij van de Sint-Willibrordusbasiliek in Echternach
- gevelbeeld van Onbevlekte Ontvangenis, aan de kerk in Bourglinster.
- twee leeuwen bij de kerk van Diekirch.
- beelden van Aloysius, Jozef en een beschermengel bij de entree van het bisschoppelijk convict in Luxemburg.
- beeld van de aartsengel Michaël bij de entree van de Sint-Michielskerk in Luxemburg-Stad.
- Madonna met Kind voor de kerk van Weimerskirch.
- vier justitielen en apostelbeelden" voor de St Anthony Of Padua Catholic Church in Chicago.
- twee levensgrote studenten voor de Idaho State University
- 1894 Gonner-monument in Dubuque, Iowa.

## Fotogalerij

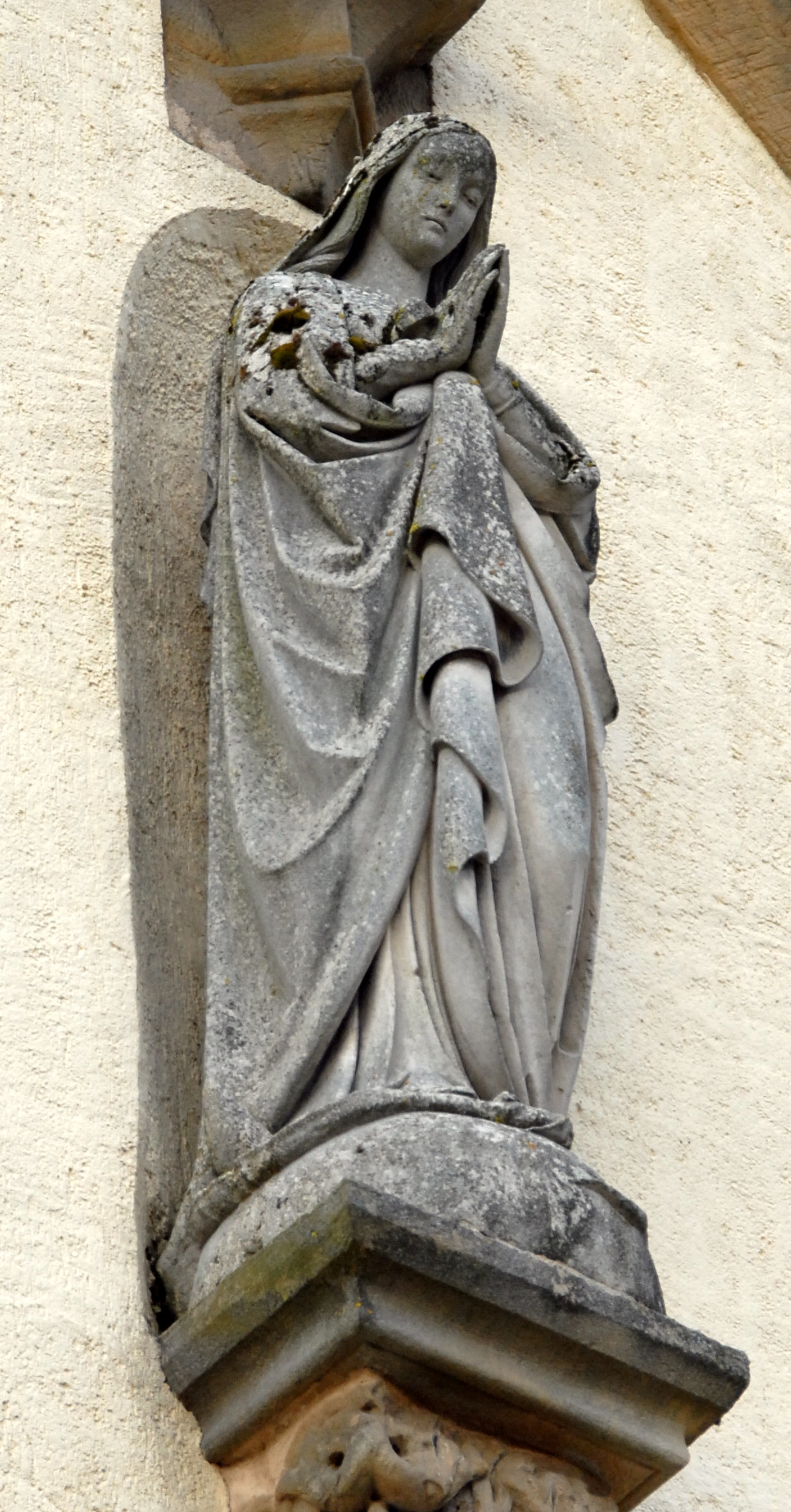
Onbevlekte Ontvangenis, Bourglinster
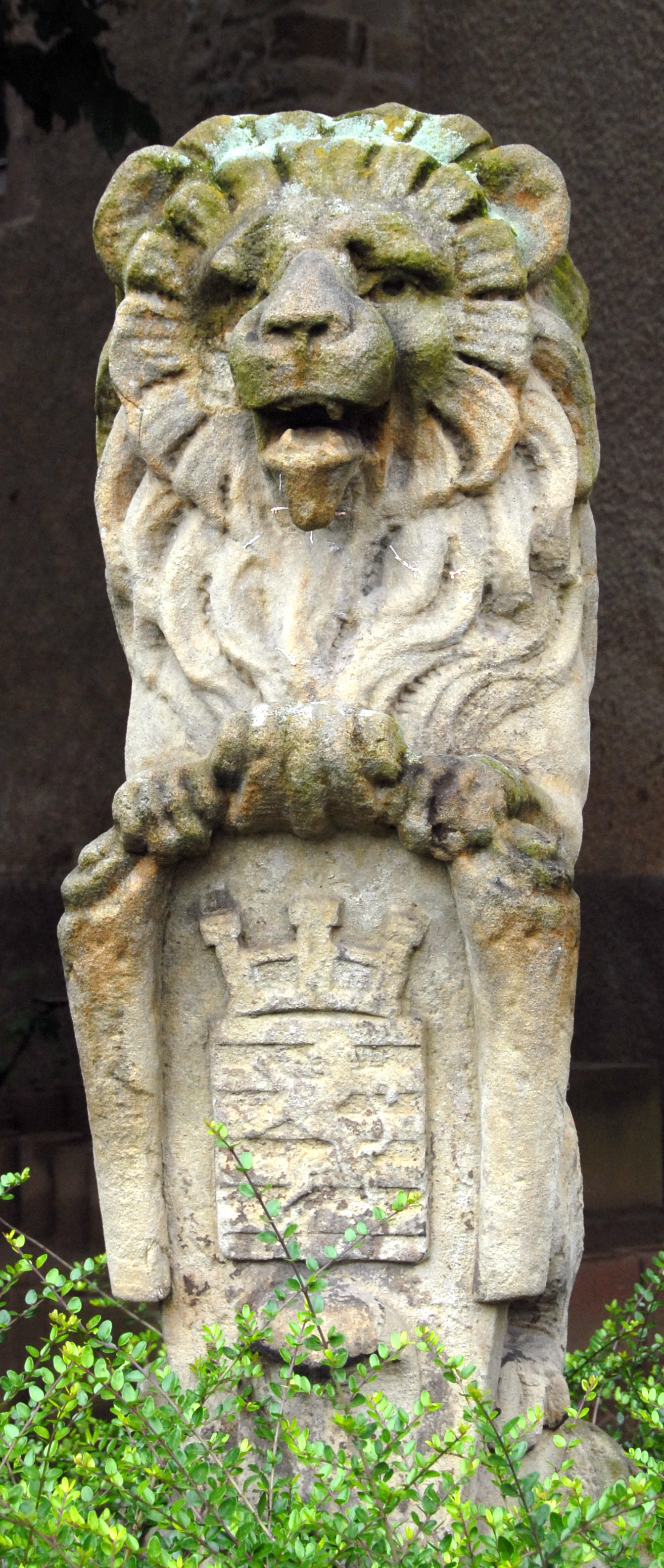
Leeuw, Diekirch
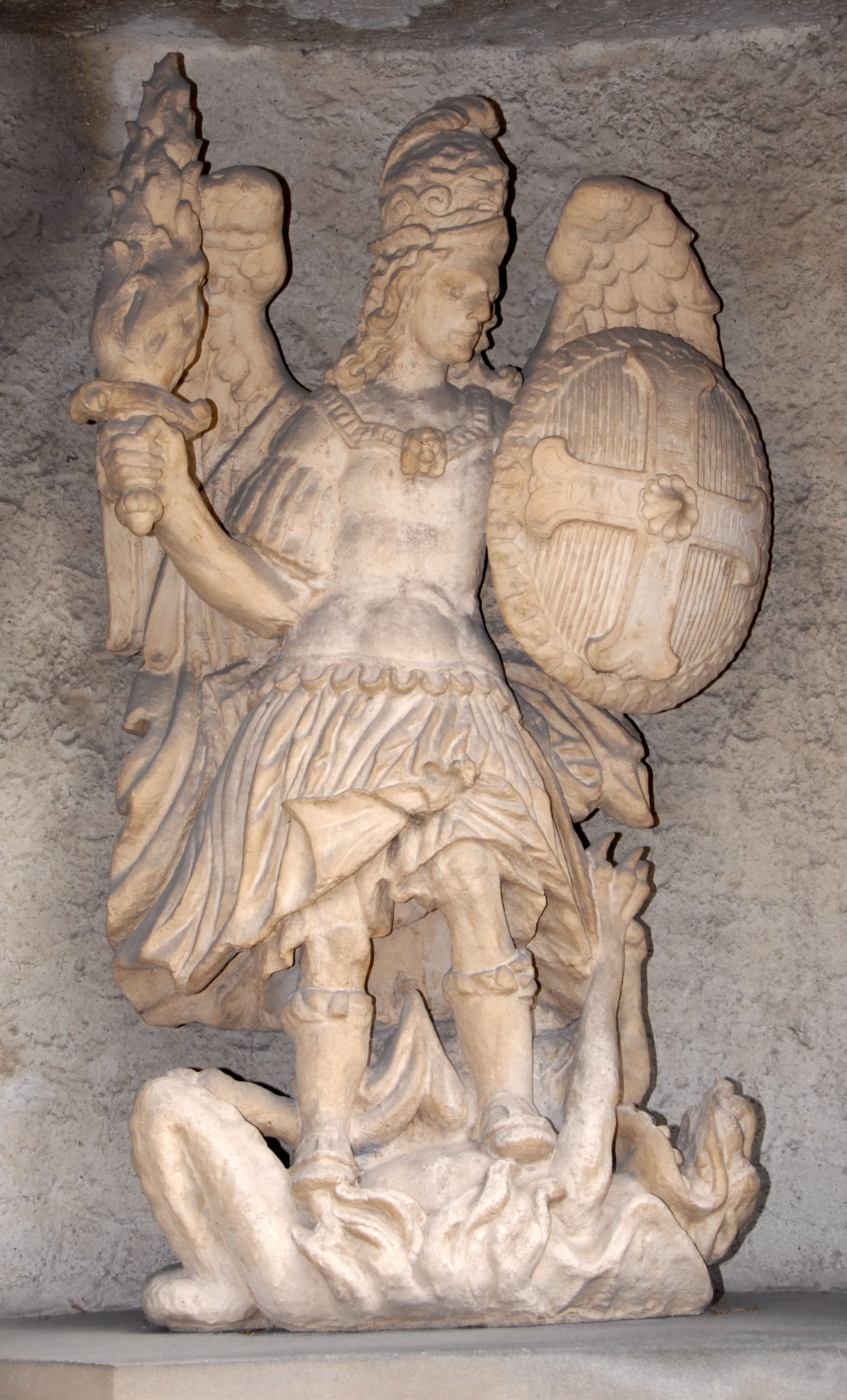
Michaël, Luxemburg

- Musée national d'archéologie, d'histoire et d'art: lkl002077